# گرام ماسالا

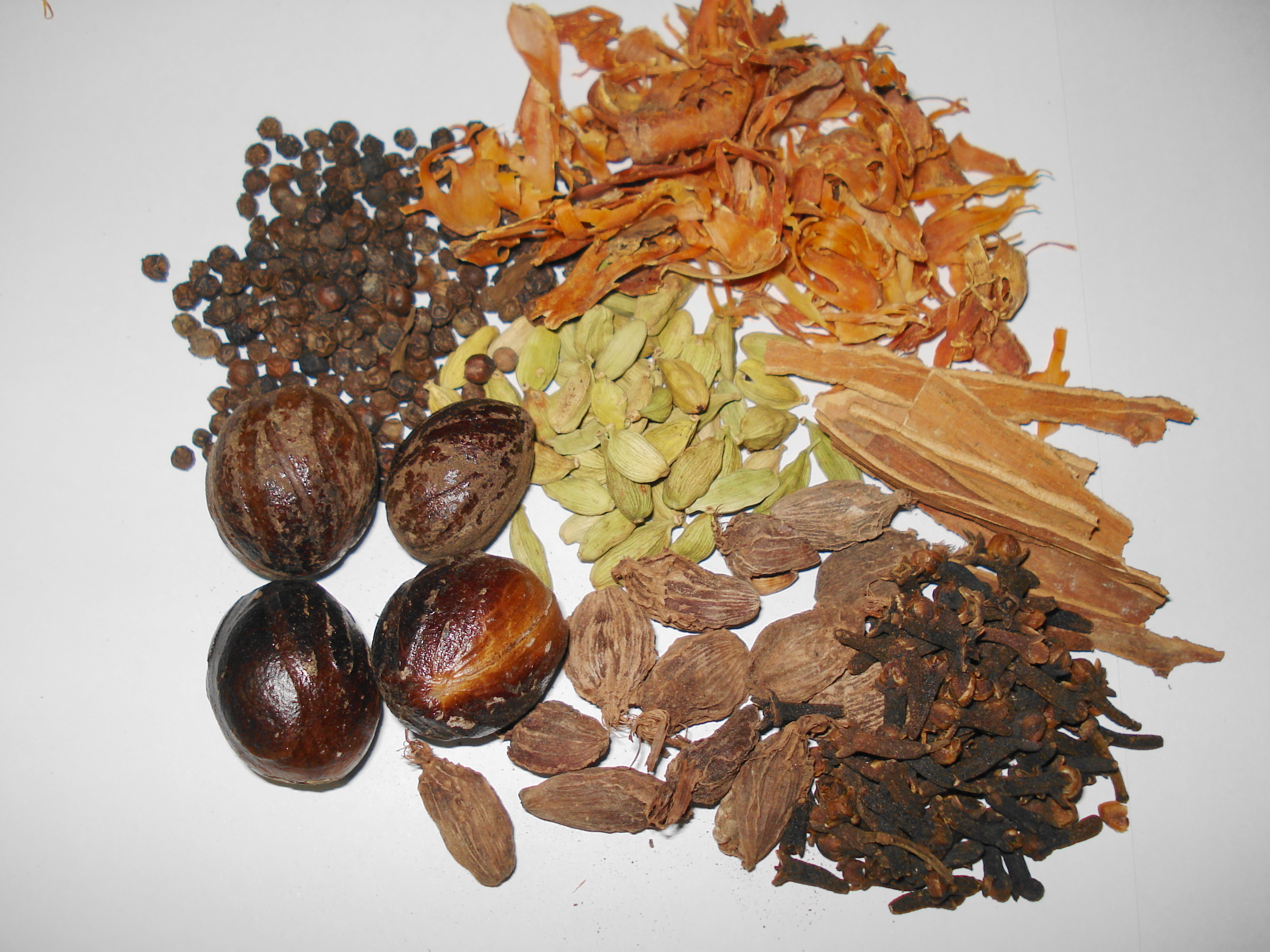

گرام ماسالا (به انگلیسی: garam masala) (به هندی: गरम मसाला) گونه‌ای طعم‌دهنده غذاست که از ادویه‌جات برشته شده و سائیده شده درست می‌شود و در آشپزی هندی، پاکستانی و بلوچی کاربرد دارد. اما ذائقه و طعم متفاوتی دارند. گرم به معنای دمای بالا و اشاره به تندی دارد و مسالا یا مصالح به معنای ادویه است.
گرام ماسالای هندی ها تلخ مزه و تند است. گرام ماسالای پاکستانی ها تند است ولی تلخ نیست و بوی تندی ندارد. گرم ماسالای بلوچی طعم و بوی ملایمی دارد. گرام ماسالا به خاطر کم و زیاد بودن موادشان رنگشان متفاوت است. مقدار مواد لازم را هر کس به ذائقه خود انتخاب میکند.